# Нова Саваслейка
Нова Саваслейка (рос. Новая Саваслейка) — присілок в Кулебацькому міському окрузі Нижньогородської області Російської Федерації.
Населення становить 10 осіб. Входить до складу муніципального утворення Міський округ місто Кулебаки.

## Історія
Раніше населений пункт належав до ліквідованого 2015 року Кулебацького району. До 2015 року входило до складу муніципального утворення Саваслейська сільрада.

## Населення
| 2002 | 2010 |
| ---- | ---- |
| 10   | →10  |